# 루나레이크
루나레이크(Lunar Lake)는 2024년 9월 24일에 출시된 인텔이 설계한 코어 울트라 시리즈 2 모바일 프로세서의 코드명이다. 이는 인텔이 모놀리식 실리콘에서 분리된 MCM 설계로 이동한 메테오레이크의 후속 제품이다.

## 배경
2024년 5월 24일, 대만에서 열린 인텔의 컴퓨텍스 프레젠테이션에서 루나레이크 아키텍처에 대한 세부 정보가 공개되었다. 루나레이크 프로세서의 SKU 이름이나 클럭 속도와 같은 세부 정보는 발표되지 않았다.

## 아키텍처
루나레이크는 초저전력 모바일 SoC 설계이다. 이는 15W 메테오레이크-U 프로세서의 후속 제품이며 애로우레이크(Arrow Lake)는 미드레인지 28W Meteor Lake-H 프로세서를 대체한다. 향상된 전력 효율성에 중점을 둔 루나레이크는 프리미엄 초박형 노트북과 컴팩트한 모바일 디자인을 목표로 한다. 인텔은 루나레이크를 통해 "x86이 ARM만큼 효율적일 수 없다는 신화를 깨는 것"을 목표로 한다고 밝혔다.